# 岐阜県道236号関ケ原停車場線

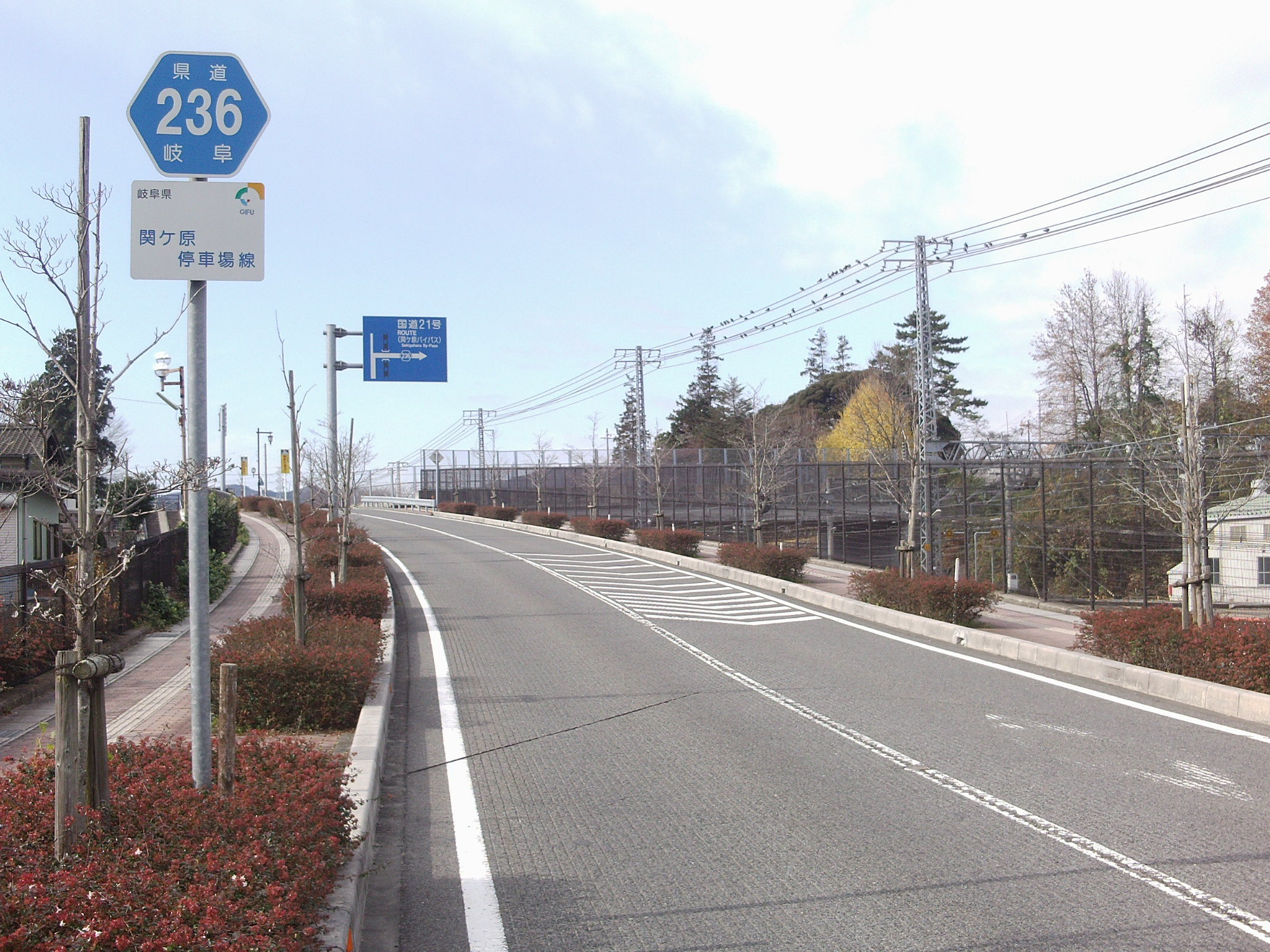
関ケ原駅付近。

岐阜県道236号関ケ原停車場線（ぎふけんどう236ごう せきがはらていしゃじょうせん）は、岐阜県不破郡関ケ原町の関ケ原停車場から一般国道21号交点に至る一般県道である。

## 概要

### 路線データ
岐阜県法規集に基づく起終点および経過地は次のとおり。
- 起点：関ケ原停車場（不破郡関ケ原町）
- 終点：一般国道21号交点（不破郡関ケ原町）

## 歴史
- 1977年（昭和52年）2月27日：認定[1]
- 2016年（平成28年）4月1日：終点が国道21号現道との交点（関ケ原町大字関ケ原字宝有地598番1地先）から国道21号関ヶ原バイパスとの交点（関ケ原町大字関ケ原字陣場野1088番6地先）に変更となる[2]。

## 地理

### 通過する自治体
- 岐阜県
不破郡関ケ原町

### 交差する道路
- 国道21号関ヶ原バイパス（関ケ原町大字関ケ原字陣場野・陣場野交差点）

### 沿線
- JR東海道本線 関ケ原駅
- 藤井病院
- 関ヶ原宿（旧中山道）